# Forsvarets Sanitetskommando
 Forsvarets Sanitetskommando (forkortet FSK) er Forsvarets værnsfælles kommando inden for sundhed, sanitetstjeneste og militær fysisk træning.
FSK er en niveau II myndighed og er underlagt Værnsfælles Forsvarskommando. FSK har ansvaret for Forsvarets sanitets- og sundhedstjeneste, både nationalt og internationalt, hvilket vil sige lægefagligt, sygeplejefagligt, tandlægefagligt og dyrlægefagligt. En af kerneopgaverne er at drive infirmerierne på de forskellige garnisoner.

Forsvarets Sanitetskommandos kerneopgaver:
- Militærmedicinsk planlægning
- Militærmedicinsk studie- og udviklingsvirksomhed
- Det militærfysiologiske område
- Uddannelse af sanitets- og sundehedsfagligt personel
- Helbredsområdet i en militær kontekst
- Styrkeproduktion

## Organisationen[1]
- Staben: Har tjenestested i Brabrand. Består af Ledelseselementet, Produktionsdivisionen og Udviklingsdivisionen.
- Det operative Stabselement
- Infirmerierne: Forsvarets fem infirmerier leverer læge- og tandlægeydelser samt andre sundhedsydelser til værnepligtige og Forsvarets faste personel i tæt dialog med de militære myndigheder. Infirmeriet understøtter Forsvarets operative enheder ved løbende sundhedsvurderinger af Forsvarets medarbejdere i forhold til de opgaver, de løser. Infirmeriets øvrige medarbejdere omfatter tandlæge, tandplejer, klinikassistent, sygeplejerske samt personale med en militær sanitetsuddannelse. Der samarbejdes desuden med Forsvarets ansatte fysioterapeuter og træningsvejledere for at understøtte Forsvarets koncept for Militær Fysisk Træning.
- Center for Militær Fysisk Træning: CMT er beliggende på SvaneMøllen Kaserne i København. Center for Militær Fysisk Træning arbejder med at forebygge skader hos Forsvarets udsendte soldater. Opgaven løses i et tæt samarbejde mellem syv fysioterapeuter og en række træningsfysiologer, som blandt andet varetager træningsvejledninger af soldater, foredrag, feltobservationer i konfliktzoner og forsøg med nye fysioterapeutiske tests og arbejdsredskaber.
- Center for Sanitets- og Sundhedsuddannelser: CSS er beliggende i Åbyhøj. Hos Center for Sundheds- og Sanitetsuddannelse uddannes og kompetenceudvikles Forsvarets medarbejdere inden for det sundheds- og sanitetsfaglige område. Udover et militært basiskursus til sundhedsfagligt personale, udbyder Center for Sundheds- og Sanitetsuddannelse kurser inden for førstehjælp, hygiejne, smitteforebyggelse, taktisk sanitetstjeneste og arktisk first respons. Hvert år uddanner Center for Sundheds- og Sanitetsuddannelser desuden nye militærlæger, medics og soldater til Nordic NATO Special Operations Combat Medical (NNSOCM).

## Referenceliste
- Forsvarets Sanitetskommandos officielle hjemmeside: www.forsvaret.dk/fsk

- Forsvarets Sanitetskommandos LinkedIn: https://www.linkedin.com/company/forsvaretssanitetskommando/

- Forsvarets Sanitetskommandos Facebook: https://www.facebook.com/forsvaretssanitetskommando